# 克里斯托弗·A·雷
克里斯托弗·亞瑟·雷（英語：Christopher Asher Wray，1966年12月17日—），是一名美國律師，前任聯邦調查局長。
據華爾街日報的計算，雷在2017年的淨資產估計有2300萬至4200萬美元。
雷是共和黨黨員，並且是聯邦黨人學會成員。

## 簡介
2003年至2005年，小布希總統主政期間，瑞伊在美國司法部刑事局曾擔任過助理總檢察長。他是律師事務所金恩與斯伯丁的訴訟合夥人。
2017年6月7日，總統川普透過一則Twitter訊息宣布，將提名雷為聯邦調查局長。
2017年8月1日，參議院以92-5表決通過由雷出任聯邦調查局長。
2018年2月13日，雷在參議員情報聽證會上說道“我們試圖去做的一件事是將中國威脅視為不僅是對整個政府的威脅，而是整個社會的威脅。我認為這需要我們整個社會來回應。”
2020年12月2日，當選總統喬·拜登的過渡小組成員宣布，雷將續任聯邦調查局局長。

## 外部連結
- Department of Justice biography page（页面存档备份，存于）
- C-SPAN內的頁面（英文）

| 司法职务                       | 司法职务                         | 司法职务                           |
| ------------------------------ | -------------------------------- | ---------------------------------- |
| 前任者： 迈克尔·切尔托夫       | 刑事局助理總檢察長 2003年–2005年 | 繼任者： 愛麗絲·S·費雪             |
| 政府职务                       |                                  |                                    |
| 前任者： 安德魯·麥卡比（代理） | 聯邦調查局長 2017年–2025年       | 繼任者： 布萊恩·德里斯科爾（代理） |